# Jojo klub
Jojo klub nebo Výtahový klub je označení sportovních publicistů pro tým, který často sestupuje z nějaké dlouhodobé soutěže (zpravidla první ligy) a brzy se do ní zase vrací - podobně jako hračka jojo.

## Příklady
V Anglii, kde označení vzniklo, je typickým jojo klubem Birmingham City FC, který za svou existenci sestoupil z nejvyšší soutěže dvanáctkrát. V poslední době tak bývá označován West Bromwich Albion, který od roku 2002 zaznamenal čtyři postupy do Premier League, kde ale vydržel nanejvýš dvě sezony. Důvodem je úsporná politika klubu, který sází na vlastní odchovance a proto nemůže výkonnostně konkurovat ostatním účastníkům nejvyšší soutěže.
Současné[kdy?] české jojo kluby jsou Bohemians 1905 a Dynamo České Budějovice.
Světovým rekordmanem je kyperský Aris Limassol, který v letech 1996–2006 sestoupil a postoupil každý rok. Podobnou sérii zaznamenal v letech 1979–1986 norský Brann Bergen. Celkový primát drží Hong Kong FC, který od založení hongkongské ligy v roce 1945 změnil ligovou příslušnost 27krát.

## Jiné sporty
Na mistrovství světa v ledním hokeji skupiny A bylo v sedmdesátých a osmdesátých letech příslovečným jojo mužstvem Polsko. V československé extralize je pozoruhodným případem TJ Gottwaldov, který v letech 1970–1981 jenom jediný rok nezměnil ligovou příslušnost.